# Smells Like Tape Spirit
Smells Like Tape Spirit – debiutancki album grupy Wojtek Mazolewski Quintet, wydany w 2011. Większość utworów to kompozycje Mazolewskiego, „Populacja Sikorek” i „Obertas” są autorstwa Joanny Dudy. Płyta została nagrana przy pomocy instrumentów akustycznych, metodą analogową. Zdaniem krytyka Kajetana Prochyry jest najbardziej jazzowym albumem Mazolewskiego.
Pierwotnie album został wydany w internecie, dopiero później znalazł się w katalogu Mystic Production.

## Lista utworów
| 1.  | "Newcomer"                                      | 6:06  |
|     |                                                 |       |
| 2.  | "Planeta Guzików"                               | 4:36  |
|     |                                                 |       |
| 3.  | "Kaczeńce"                                      | 6:19  |
|     |                                                 |       |
| 4.  | "Gwiazda z Pragi (O Owocach Ciał Nieziemskich)" | 5:17  |
|     |                                                 |       |
| 5.  | "Pożycz Stówę"                                  | 1:04  |
|     |                                                 |       |
| 6.  | "Populacja Sikorek"                             | 4:33  |
|     |                                                 |       |
| 7.  | "Smells Like Tape Spirit"                       | 6:37  |
|     |                                                 |       |
| 8.  | "Księżniczka nr 9 i 10"                         | 4:20  |
|     |                                                 |       |
| 9.  | "Obertas"                                       | 5:44  |
|     |                                                 |       |
| 10. | "Jedynak"                                       | 3:21  |
|     |                                                 |       |
| 11. | "Newcomer (Sunny Take)"                         | 3:43  |
|     |                                                 |       |
|     |                                                 | 51:40 |
|     |                                                 |       |

## Zespół
- Oskar Török – trąbka
- Marek Pospieszalski – saksofon
- Joanna Duda – fortepian
- Michał Bryndal – perkusja
- Wojtek Mazolewski – kontrabas